# Franco Marini
Pour les articles homonymes, voir Marini.
Franco Marini, né le 9 avril 1933 à San Pio delle Camere (Abruzzes) et mort le 9 février 2021 à Rome (Latium), est un syndicaliste et homme politique italien, proche du centre gauche.
Ayant milité dans des mouvements sociaux proches de la Démocratie chrétienne dès son adolescence, il s'engage dans le syndicalisme dont il devient l'une des figures majeures en Italie. Il est notamment secrétaire général de la Confédération italienne des syndicats de travailleurs (CISL) à partir de 1985. 
Ministre du Travail dans le septième gouvernement de Giulio Andreotti entre 1991 et 1992, il siège ensuite à la Chambre des députés puis est secrétaire du Parti populaire italien de 1997 à 1999. 
Peu après son élection comme sénateur des Abruzzes sous les couleurs de la gauche en 2006, il devient président de la haute assemblée. Deux ans plus tard, il échoue à former un gouvernement mais demeure sénateur à l'issue des élections anticipées, tout en perdant la présidence de la chambre haute.
Il ne parvient pas à être réélu sénateur en 2013 mais il est ensuite désigné comme candidat de compromis par le centre gauche et le centre droit pour la présidence de la République italienne. Son échec, dès le premier tour de l'élection présidentielle, marque la fin de sa carrière politique.

## Biographie

### Engagement syndical
Franco Marini naît le 9 avril 1933, à San Pio delle Camere, un petit village des Abruzzes, au sein d'une famille modeste. 
Diplômé en droit, il commence sa carrière politique en 1950, militant activement au sein de la Démocratie chrétienne, comme de l'Action catholique (L'Azione Cattolica) et l'Association chrétienne des travailleurs italiens (ACLI), des mouvements sociaux et religieux.
Après avoir adhéré à la Confédération italienne des syndicats de travailleurs (CISL), un puissant syndicat italien, il rencontre Giulio Pastore, un syndicaliste engagé dans le débat politique, qui lui confie des travaux pour le département pour le Mezzogiorno, auquel est nommé Pastore, au sein du second gouvernement d'Amintore Fanfani.
En 1985, après avoir longtemps assumé plusieurs charges au sein de la CISL, Marini est nommé secrétaire général du mouvement.

### Ministre du gouvernement Andreotti
En 1991, à la suite de la mort de Carlo Donat-Cattin, un important syndicaliste lui-même engagé dans le débat politique car ayant été parlementaire et ministre, Franco Marini hérite de la direction de Force nouvelle (Forze nuove), une faction syndicaliste attachée à la Démocratie chrétienne. Dans le même temps, il est nommé ministre du Travail et de la Sécurité sociale dans le septième gouvernement de Giulio Andreotti. 
Il occupe cette fonction jusqu'à la relève du gouvernement par le cabinet de Giuliano Amato, le 28 juin 1992.

### À la Chambre des députés
Candidat aux élections générales des 5 et 6 avril 1992, sous les couleurs de la Démocratie chrétienne, il est élu député ; il devient rapidement une figure politique importante, notamment lorsqu'il prend, en janvier 1997, le secrétariat général du Parti populaire italien, assumant ainsi la succession de l'ancien ministre Gerardo Bianco. 
Après avoir été élu député européen lors du scrutin de 1999, il décide de quitter la direction du parti, et d'en laisser la conduite à Pierluigi Castagnetti (it), du fait de son élection comme du faible score réalisé par son parti lors de ce scrutin.
Après avoir adhéré à La Marguerite, dont il devient le responsable organisationnel, Marini se pose comme un médiateur au sein du mouvement, notamment en mai 2005, lorsqu'il apporte son ferme soutien au maire de Rome et président du parti, Francesco Rutelli, celui-ci marquant son désaccord avec Romano Prodi quant à la seule candidature de La Marguerite au scrutin proportionnel de 2006.

### Président du Sénat
Lors des élections parlementaires des 9 et 10 avril 2006, finalement remportées de justesse par le centre gauche, il brigue avec succès un siège de sénateur dans les Abruzzes. Quelques jours plus tard, il est choisi comme candidat à la présidence du Sénat de la République par les partis de L'Union.
Après trois tours de scrutin, il est péniblement élu président de la chambre haute le 29 avril 2006, au lendemain de l'ouverture de la législature, en ayant obtenu 165 suffrages sur 322 votants contre 156 pour l'ancien président du Conseil Giulio Andreotti, soutenu par la droite,.
Dans le discours qu'il prononce à la tribune après sa victoire, il met en avant la neutralité consubstantielle à son nouveau rôle :

« […] Je serai le président de tout le Sénat et […] je serai le président de […] tous [les sénateurs] avec une grande attention et un profond respect pour les prérogatives de la majorité et de l'opposition comme il se doit dans une véritable démocratie bipolarisée, à laquelle je crois également avoir modestement contribué […]. »

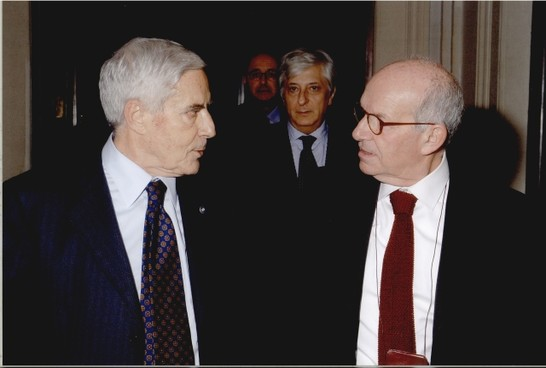
Franco Marini en compagnie du président de la Chambre des députés, Fausto Bertinotti, en 2006.

Le nom de Franco Marini est proposé par l'ancien président de la République, Francesco Cossiga, pour la succession de Carlo Azeglio Ciampi, à la présidence de la République, en mai 2006 ; or, Marini, pourtant considéré comme une personne de consensus, refuse la proposition. C'est finalement l'ancien président de la Chambre des députés, Giorgio Napolitano, qui est élu au Quirinal.
En février 2007, alors que le président du Conseil Romano Prodi est de plus en plus fragilisé par l'étroitesse de sa majorité parlementaire, le nom de Franco Marini est mentionné pour la formation rapide d'un gouvernement de transition. Après quelques jours d'incertitude, le chef de l'État, Giorgio Napolitano, décide toutefois de maintenir Prodi dans ses fonctions,.
Il annonce la chute du gouvernement Prodi le 24 janvier 2008, à l'issue d'un vote du Sénat. Moins d'une semaine plus tard, le 30 janvier suivant, il est officiellement chargé par le président Giorgio Napolitano d'entamer des consultations avec les groupes parlementaires pour vérifier la possibilité de former un nouveau gouvernement apte à réformer la loi électorale,,. S'il accepte cette mission, Franco Marini en admet la difficulté alors que la droite refuse de le soutenir tout en exigeant la dissolution immédiate des chambres,,. Celle-ci est annoncée le 6 février 2008 par Giorgio Napolitano, après l'échec de la mission confiée à Marini,. 
Malgré la victoire de la droite, Franco Marini conserve son siège de sénateur des Abruzzes lors du scrutin parlementaire anticipé des 13 et 14 avril 2008, sous les couleurs du Parti démocrate (PD). Il perd néanmoins le perchoir du Sénat, auquel lui succède son collègue de centre droit Renato Schifani.

### Candidature à la présidence de la République
Candidat à un troisième mandat de sénateur, Franco Marini obtient le soutien du PD mais n'est pas réélu lors du scrutin de février 2013. Cette défaite électorale met un terme à une vie politique marquée par plus de vingt années de présence au Parlement. 
Le 17 avril suivant, sa candidature à la présidence de la République est proposée par Pier Luigi Bersani. Le chef de la coalition de centre gauche trouve ensuite un accord avec la droite dirigée par Silvio Berlusconi, qui accepte de se ranger derrière la candidature de Marini. Ce dernier, dont l'expérience et la modération sont reconnues par la plupart de ses adversaires, apparaît donc comme un « candidat de compromis » capable de succéder au président sortant Giorgio Napolitano, qui refuse de briguer un second septennat,. Plusieurs parlementaires de gauche font néanmoins savoir qu'ils réprouvent cette alliance de circonstance avec la droite, ce qui rend les chances de Marini plus incertaines,.
Alors qu'il disposait théoriquement d'un très large soutien censé assurer son élection à la majorité des deux tiers des inscrits, Franco Marini ne recueille que 521 voix sur 999 votants lors du premier tour, le 18 avril. Son échec conduit rapidement les dirigeants du centre gauche à remettre en cause leur appui à Marini, dont la candidature est retirée dès le lendemain au profit de celle de Romano Prodi malgré l'opposition de la droite.
Le revers de Prodi, qui n'a pas obtenu l'ensemble des voix de son propre camp, aboutit finalement à la réélection historique et consensuelle de Giorgio Napolitano dans l'après-midi du 20 avril 2013, à l'issue du sixième tour de scrutin.

### Décès
Franco Marini meurt le 9 février 2021 à 87 ans à la clinique Villa Mafalda de Rome, où il avait été admis après avoir contracté la Covid-19. À l'annonce de son décès, la classe politique lui rend un hommage unanime,.